# Aristias topsenti
Aristias topsenti är en kräftdjursart som beskrevs av Édouard Chevreux 1900. Aristias topsenti ingår i släktet Aristias och familjen Aristiidae. Inga underarter finns listade i Catalogue of Life.